# Волновая функция Лафлина
В физике конденсированного состояния волновая функция Лафлина представляет собой анзац, предложенный Робертом Лафлином для описания основного состояния двумерного электронного газа, помещённого в однородное магнитное поле в присутствии однородного фона электронного газа, когда фактор заполнения самого нижнего уровня Ландау равен {\displaystyle \nu =1/n}, где {\displaystyle n} — нечётное положительное целое число. Она была построена для объяснения наблюдения состояния {\displaystyle \nu =1/3} в дробном квантовом эффекте Холла (ДКЭХ) и предсказала существование дополнительных состояний {\displaystyle \nu =1/n}, а также квазичастичные возбуждения с дробным электрическим зарядом {\displaystyle e/n}, что позднее были подтверждены экспериментально. За это открытие Лафлин получил треть Нобелевской премии по физике в 1998 году.

## Контекст и аналитическое выражение
Если игнорировать фон электронного газа и взаимное кулоновское отталкивание между электронами в приближении нулевого порядка, то мы имеем бесконечно вырожденный нижний уровень Ландау (НУЛ) и при коэффициенте заполнения 1/n можно было бы ожидать, что все электроны будут находиться на этом уровне. Включая взаимодействия, мы можем сделать приближение, что все электроны находятся на НУЛ. Если {\displaystyle \psi _{0}} представляет собой одночастичную волновую функцию состояния НУЛ с наименьшим орбитальным угловым моментом, тогда анзац Лафлина для многочастичной волновой функции гласит
{\displaystyle \langle z_{1},z_{2},z_{3},\ldots ,z_{N}\mid n,N\rangle =\psi _{n,N}(z_{1},z_{2},z_{3},\ldots ,z_{N})=D\left[\prod _{N\geqslant i>j\geqslant 1}\left(z_{i}-z_{j}\right)^{n}\right]\prod _{k=1}^{N}\exp \left(-\mid z_{k}\mid ^{2}\right)}
где координата обозначается как
{\displaystyle z={1 \over 2{\mathit {l}}_{B}}\left(x+iy\right)}
в (гауссовых единицах)
{\displaystyle {\mathit {l}}_{B}={\sqrt {\hbar c \over eB}}}
и {\displaystyle x} и {\displaystyle y} — координаты в плоскости xy. Здесь {\displaystyle \hbar } — это приведённая постоянная Планка, {\displaystyle e} — это заряд электрона, {\displaystyle N} — общее число частиц, а {\displaystyle B} — магнитное поле, перпендикулярное плоскости xy. Индексы z идентифицируют частицу. Для того чтобы волновая функция описывала фермионы, n должно быть нечётным целым числом. Это заставляет волновую функцию быть антисимметричной при обмене частицами. Угловой момент для этого состояния равен {\displaystyle n\hbar }.

## Истинное основное состояние в FQHE приν= 1/3
Учитывать {\displaystyle n=3} выше: результирующая {\displaystyle \Psi _{L}(z_{1},z_{2},z_{3},\ldots ,z_{N})\propto \Pi _{i<j}(z_{i}-z_{j})^{3}} является пробной волновой функцией; она не точна, но качественно воспроизводит многие черты точного решения, а количественно имеет очень высокую схожесть с точным основным состоянием для малых систем. Предполагая кулоновское отталкивание между любыми двумя электронами, что основное состояние {\displaystyle \Psi _{ED}} можно определить с помощью точной диагонализации, а рассчитанные перекрытия близки к единице. Более того, при короткодействующем взаимодействии (псевдопотенциалы Холдейна для {\displaystyle m>3} пренебрежимо малы), волновая функция Лафлина становится точной, то есть {\displaystyle \langle \Psi _{ED}|\Psi _{L}\rangle =1}.

## Энергия взаимодействия двух частиц

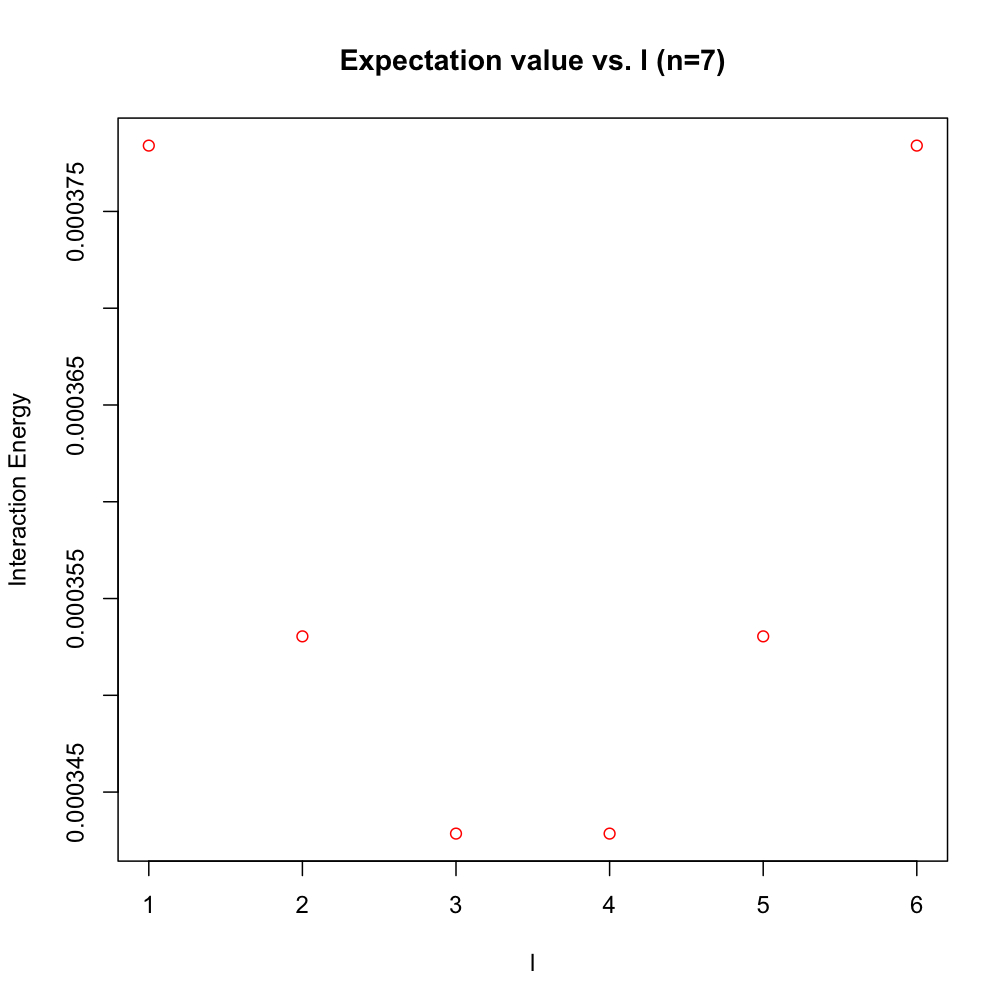
Рисунок 1. Энергия взаимодействия как функция для и. Энергия задана в единицах. Минимумы возникают при и. В общем случае минимумы наблюдаются при значениях.

Волновая функция Лафлина — это многочастичная волновая функция для квазичастиц. Среднее значение энергии взаимодействия для пары квазичастиц равно
{\displaystyle \langle V\rangle =\langle n,N\mid V\mid n,N\rangle ,\;\;\;N=2}
где экранированный потенциал
{\displaystyle V\left(r_{12}\right)=\left({2e^{2} \over L_{B}}\right)\int _{0}^{\infty }{{k\;dk\;} \over k^{2}+k_{B}^{2}r_{B}^{2}}\;M\left({\mathit {l}}+1,1,-{k^{2} \over 4}\right)\;M\left({\mathit {l}}^{\prime }+1,1,-{k^{2} \over 4}\right)\;{\mathcal {J}}_{0}\left(k{r_{12} \over r_{B}}\right)}
где {\displaystyle M} — конфлюэнтная гипергеометрическая функция и {\displaystyle {\mathcal {J}}_{0}} — функция Бесселя первого рода. Здесь, {\displaystyle r_{12}} — расстояние между центрами двух токовых контуров, {\displaystyle e} — величина заряда электрона, {\displaystyle r_{B}={\sqrt {2}}{\mathit {l}}_{B}} — ларморовский радиус, и {\displaystyle L_{B}} — толщина электронного газа в направлении магнитного поля. Угловые моменты двух отдельных токовых петель равны {\displaystyle {\mathit {l}}\hbar } и {\displaystyle {\mathit {l}}^{\prime }\hbar }, где {\displaystyle {\mathit {l}}+{\mathit {l}}^{\prime }=n}. Обратная длина экранирования определяется по формуле (в гауссовых единицах)
{\displaystyle k_{B}^{2}={4\pi e^{2} \over \hbar \omega _{c}AL_{B}}}
где {\displaystyle \omega _{c}} — циклотронная частота, а {\displaystyle A} — площадь плоскости электронного газа в координатах xy.
Энергия взаимодействия оценивается как:

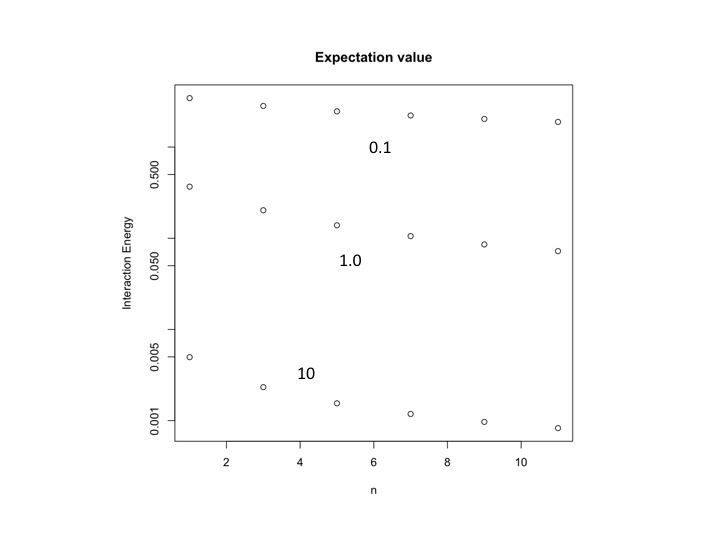
Рисунок 2. Энергия взаимодействия как функция для и. Энергия дана в единицах.

Для получения этого результата нужно произвести замену переменных интегрирования
{\displaystyle u_{12}={z_{1}-z_{2} \over {\sqrt {2}}}}
и
{\displaystyle v_{12}={z_{1}+z_{2} \over {\sqrt {2}}}}
и воспользоваться известным соотношением
{\displaystyle {1 \over \left(2\pi \right)^{2}\;2^{2n}\;n!}\int d^{2}z_{1}\;d^{2}z_{2}\;\mid z_{1}-z_{2}\mid ^{2n}\;\exp \left[-2\left(\mid z_{1}\mid ^{2}+\mid z_{2}\mid ^{2}\right)\right]\;{\mathcal {J}}_{0}\left({\sqrt {2}}\;{k\mid z_{1}-z_{2}\mid }\right)=}
{\displaystyle {1 \over \left(2\pi \right)^{2}\;2^{n}\;n!}\int d^{2}u_{12}\;d^{2}v_{12}\;\mid u_{12}\mid ^{2n}\;\exp \left[-2\left(\mid u_{12}\mid ^{2}+\mid v_{12}\mid ^{2}\right)\right]\;{\mathcal {J}}_{0}\left({2}k\mid u_{12}\mid \right)=}
{\displaystyle M\left(n+1,1,-{k^{2} \over 2}\right).}
Энергия взаимодействия имеет минимумы для (рисунок 1) {\displaystyle {{\mathit {l}} \over n}={1 \over 3},{2 \over 5},{3 \over 7},{\mbox{etc.,}}} и {\displaystyle {{\mathit {l}} \over n}={2 \over 3},{3 \over 5},{4 \over 7},{\mbox{etc.}}}
Для этих отношений угловых моментов энергия представлена на рисунке 2 как функция {\displaystyle n}.